# Cannectancourt
Cannectancourt est une commune française située dans le nord-est du département de l'Oise et au centre de la région Hauts-de-France. Elle se trouve près de Noyon et à une centaine de kilomètres au nord de Paris.
Ses habitants sont appelés les Cannectancourtois.

## Géographie

### Description
Cannectancourt, est un village picard du Noyonnais sitié à 8 km au sud-ouest de Noyon, 16 km au nord de Compiègne, 26 km au sud-est de Montdidier et 43 km au sud-ouest de Saint-Quentin, niché au creux d'un petit vallon, formé par la colline de Loermont à l'ouest et le plateau d'Attiche au sud.
Il est aisément accessible depuis l'ancienne route nationale 32 (actuelle RD 932).
Le sentier de grande randonnée Sentier de grande randonnée 123 traverse le territoire communal.
Au milieu du XIXe siècle, le territoire communal était décrit comme occupant « la vallée aquatique située entre les coteaux de Thiescourt et les collines boisées sur lesquelles le canton de Lassigny fa sa limite méridionale. La Divette sépare au nord-est cette commune de celle d'Evricourt. Le ruisseau de l'Ecassy travere presque tout le territoire »

### Hydrographie

#### Réseau hydrographique
La commune est située dans le bassin Seine-Normandie. Elle est drainée par la Divette, le ru des Aulnes, le ru des Prés Faconnet et le ru d'Orval,,.
La Divette constitue avec ses marais la limite nord du territoire communal. D'une longueur de 15 km, elle prend sa source dans la commune de Plessis-de-Roye et se jette  dans l'Oise à Pont-l'Évêque, après avoir traversé dix communes. Les caractéristiques hydrologiques de la Divette sont données par la station hydrologique située sur la commune de Passel. Le débit moyen mensuel est de 0,334 m3/s. Le débit moyen journalier maximum est de 5,1 m3/s, atteint lors de la crue du 7 juillet 2001. Le débit instantané maximal est quant à lui de 7,08 m3/s, atteint le même jour.
Le Ru d'Orval est un ruisseau traversant le village, qui prend sa source dans le Marais de l'Écassy et rejoint la Divette entre Évricourt et le Moulin d'Épinoy.
Le Ru des Aulnes constitue, uant à lui, la limite ouest du territoiore communal et conflue dans la Divette près de quatre étangs.A l'est du territoire se trouve un ruisseau intermitant, ke Ru des Prés Faconet.

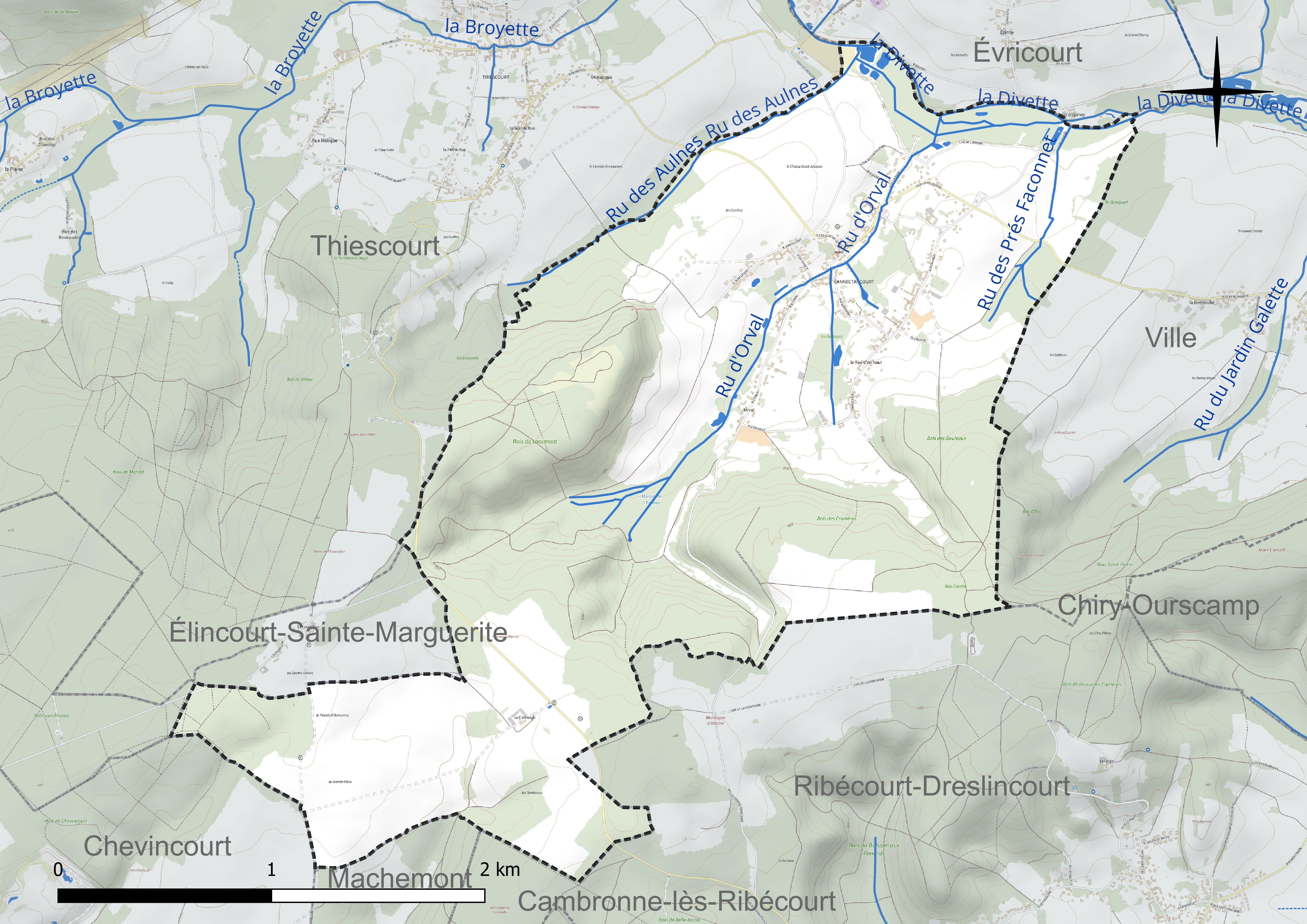
Réseau hydrographique de Cannectancourt.

#### Gestion et qualité des eaux
Le territoire communal est couvert par le schéma d'aménagement et de gestion des eaux (SAGE) « Sensée ». Ce document de planification concerne un territoire de 1 013 km2 de superficie, délimité par le bassin versant de l'Oise moyenne. Le périmètre a été arrêté le 24 avril 2017 et le SAGE est, en 2024, encore en élaboration. La structure porteuse de l'élaboration et de la mise en œuvre est le syndicat mixte du SAGE Oise-Moyenne (SMOM).
La qualité des cours d'eau peut être consultée sur un site dédié géré par les agences de l'eau et l'Agence française pour la biodiversité.

### Climat
Pour des articles plus généraux, voir Climat des Hauts-de-France et Climat de l'Oise.
En 2010, le climat de la commune est de type climat océanique dégradé des plaines du Centre et du Nord, selon une étude du CNRS s'appuyant sur une série de données couvrant la période 1971-2000. En 2020, Météo-France publie une typologie des climats de la France métropolitaine dans laquelle la commune est exposée à un climat océanique et est dans la région climatique Nord-est du bassin Parisien, caractérisée par un ensoleillement médiocre, une pluviométrie moyenne régulièrement répartie au cours de l'année et un hiver froid (3 °C).
Pour la période 1971-2000, la température annuelle moyenne est de 10,6 °C, avec une amplitude thermique annuelle de 15 °C. Le cumul annuel moyen de précipitations est de 726 mm, avec 11,4 jours de précipitations en janvier et 8,6 jours en juillet. Pour la période 1991-2020, la température moyenne annuelle observée sur la station météorologique la plus proche, située sur la commune de Margny-lès-Compiègne à 15 km à vol d'oiseau, est de 11,2 °C et le cumul annuel moyen de précipitations est de 633,5 mm,. Pour l'avenir, les paramètres climatiques de la commune estimés pour 2050 selon différents scénarios d'émission de gaz à effet de serre sont consultables sur un site dédié publié par Météo-France en novembre 2022.

### Milieux naturels et biodiversité
Cannectancourt dispose d'une mare aménagée par la commune près de l'église, riche de sa biodiversité où prolifèrent insectes, oiseaux et amphibiens.

## Urbanisme

### Typologie
Au 1er janvier 2024, Cannectancourt est catégorisée commune rurale à habitat dispersé, selon la nouvelle grille communale de densité à sept niveaux définie par l'Insee en 2022.
Elle est située hors unité urbaine. Par ailleurs la commune fait partie de l'aire d'attraction de Compiègne, dont elle est une commune de la couronne,. Cette aire, qui regroupe 101 communes, est catégorisée dans les aires de 50 000 à moins de 200 000 habitants,.

### Occupation des sols
L'occupation des sols de la commune, telle qu'elle ressort de la base de données européenne d'occupation biophysique des sols Corine Land Cover (CLC), est marquée par l'importance des forêts et milieux semi-naturels (51,7 % en 2018), une proportion identique à celle de 1990 (51,7 %). La répartition détaillée en 2018 est la suivante :
forêts (51,7 %), terres arables (35,7 %), prairies (6,5 %), zones urbanisées (6 %). L'évolution de l'occupation des sols de la commune et de ses infrastructures peut être observée sur les différentes représentations cartographiques du territoire : la carte de Cassini (XVIIIe siècle), la carte d'état-major (1820-1866) et les cartes ou photos aériennes de l'IGN pour la période actuelle (1950 à aujourd'hui).

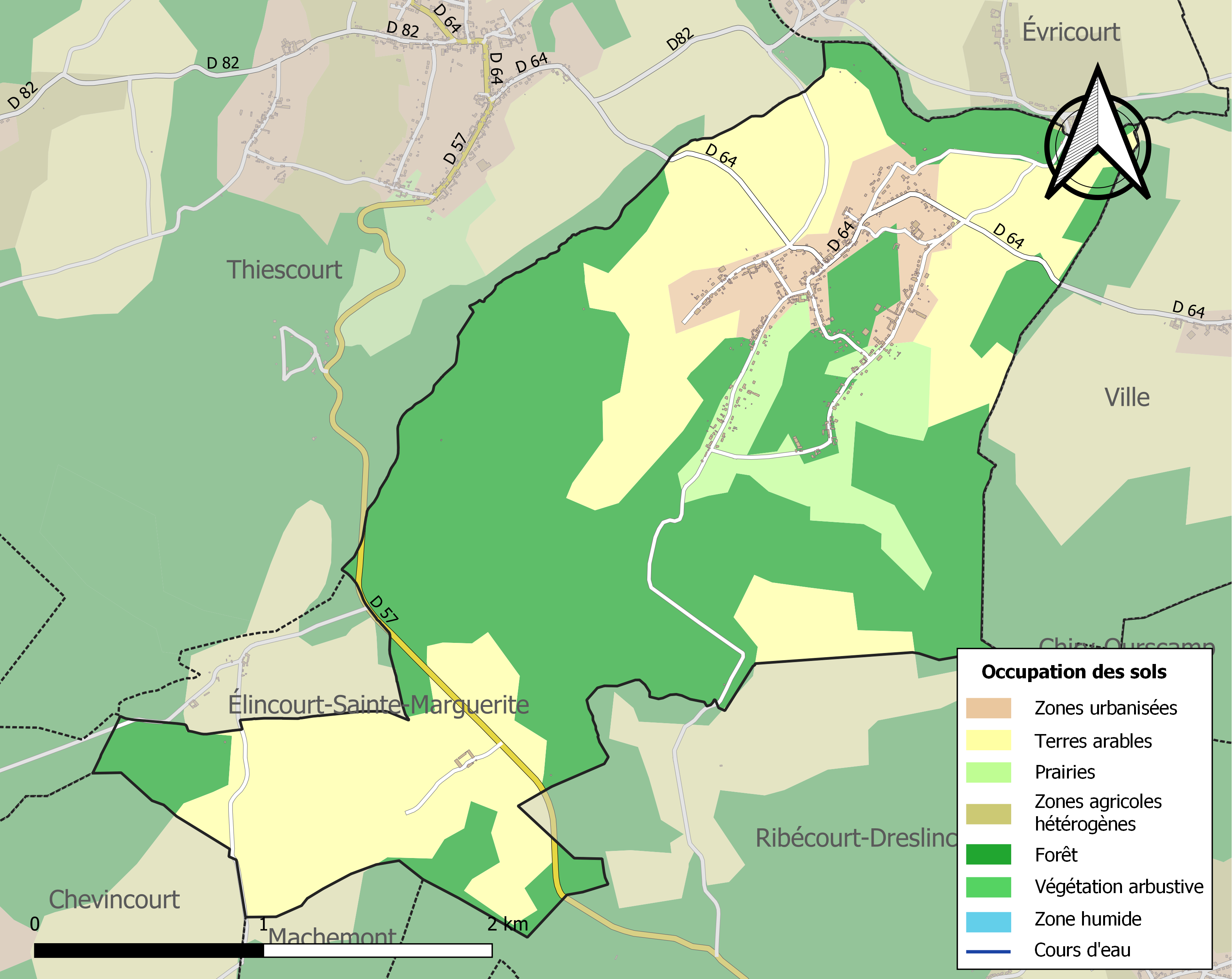
Carte des infrastructures et de l'occupation des sols de la commune en 2018 (CLC).

### Lieux-dits, hameaux et écarts
On peut noter :
- La Montagne d'Attiche, située au sud du village de Cannectancourt. Son sommet culmine à 188 m d'altitude. Autrefois s'y trouvait une ferme, détruite pendant la Première Guerre mondiale. Son plateau d'une centaine d'hectares est encore largement cultivé.
- Loermont, petit promontoire boisée s'avançant entre les communes de Cannectancourt et de Thiescourt.
- La Carmoye, ferme à l'écart du village sur un plateau voisin de la Montagne d'Attiche.
- Orval. Il formait autrefois un hameau du village ; une rue de la commune porte aujourd'hui ce nom.
- Place du Barlet : Place principale du village, traversée par le ru d'Orval. On y trouve une salle des fêtes.

### Habitat et logement
En 2018, le nombre total de logements dans la commune était de 219, alors qu'il était de 215 en 2013 et de 213 en 2008.
Parmi ces logements, 91,3 % étaient des résidences principales, 4,1 % des résidences secondaires et 4,6 % des logements vacants. Ces logements étaient pour 99,1 % d'entre eux des maisons individuelles et pour 0,5 % des appartements.
Le tableau ci-dessous présente la typologie des logements à Cannectancourt en 2018 en comparaison avec celle de l'Oise et de la France entière. Une caractéristique marquante du parc de logements est ainsi une proportion de résidences secondaires et logements occasionnels (4,1 %) supérieure à celle du département (2,5 %) et à celle de la France entière (9,7 %). Concernant le statut d'occupation de ces logements, 88,6 % des habitants de la commune sont propriétaires de leur logement (86 % en 2013), contre 61,4 % pour l'Oise et 57,5 pour la France entière.
| Typologie                                               | Cannectancourt | Oise | France entière |
| ------------------------------------------------------- | -------------- | ---- | -------------- |
| Résidences principales (en %)                           | 91,3           | 90,4 | 82,1           |
| Résidences secondaires et logements occasionnels (en %) | 4,1            | 2,5  | 9,7            |
| Logements vacants (en %)                                | 4,6            | 7,1  | 8,2            |

### Voies de communication et transports
La commune est desservie, en 2023, par les lignes 675 et 6307 du réseau interurbain de l'Oise.

## Toponymie
Le nom de la localité est attesté sous les formes Cannectancourt, Canettancourt (Canetuncurtis).

## Histoire
Cannectancourt était occupé dès la préhistoire, puisqu'on a trouvé sur son territoire des silex taillés du Néolithique.
Louis Graves indiquait « Canectancourt est un lieu fort ancien ; la seigneurie en fut acquise en 952 par Valbert, évêque de Noyon, pour être donnée aux chanoines
de sa cathédrale,qui la possédaient encore en 1790 ».
L'église est construite en 1315, mais est en partie détruite puis globalement remaniée, et le clocher renversé par la foudre en 1750 a été reconstruit pour former un clocher-porche
Le chanoine de Haussy, ancien curé de la paroisse, donne à Cannectancourt en 1768, une maison d'école.
Sous l'Ancien Régime, la paroisse relevait du bailliage, de l'élection de Noyon et de l'intendance de Soissons. Pour l'église catrholique, elle dépendait du doyenné et du diocèse de Noyon. Le chapitre  de la Cathédrale Notre-Dame de Noyon était le gros décimateur  et avait toule justice.
En 1850, la commune est propriétaire d'une fontaine publique, d'un jeu d'arc, d'un jeu de tamis et quelques arpents de friches. Le territoire communal compte alors trois moulins à eau ainsi que des carrières de pierre de taille et de grès..
La carrière de la Botte est une exploitation de pierre calcaire exploitée avant la Première Guerre mondiale

### Première Guerre mondiale
Dès le début de la Première Guerre mondiale, Cannectancourt est occupée par l'armée allemande le 1er septembre 1914 pendant une trentaine de mois, pendant lesquels les habitants ont été contraints d'y rester, subissant une importante présence militaire, les privations et les bombardements français. La carrière de la Botte est aménagée et fortifiée à partir de septembre 1914.
Le village est libéré par les Alliés en mars 1917, mais est partiellement détruit, notamment près de la Divette.
Il est à nouveau occupé de juin à août 1918, et est alors l'objet de violents combats,.
Le cimetière allemand a été transféré en celui de Thiescourt. Le reste des pierres de la clôture a servi à ériger le monument aux morts de Cannectancourt

Cannectancourt dans la Première Guerre mondiale
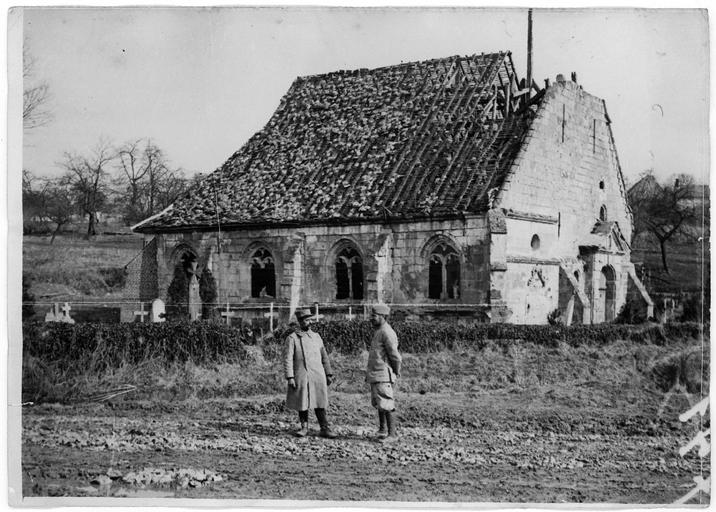
L'église et le cimetière en mars 2017 Noter la présence du soldat indien.
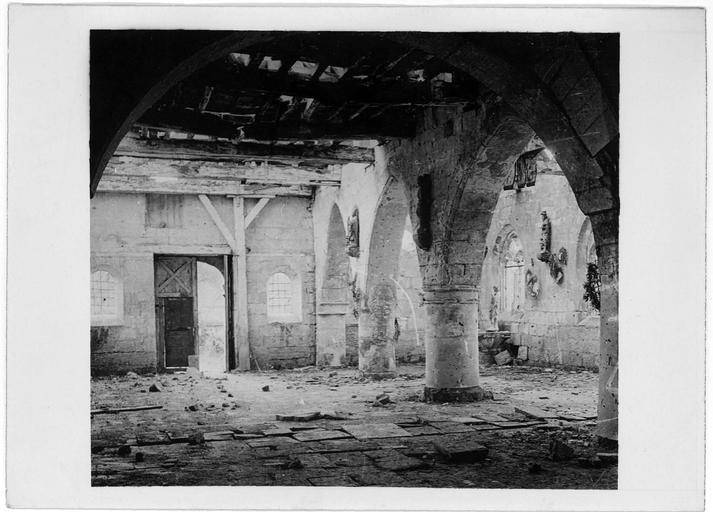
Intérieur de l'église.
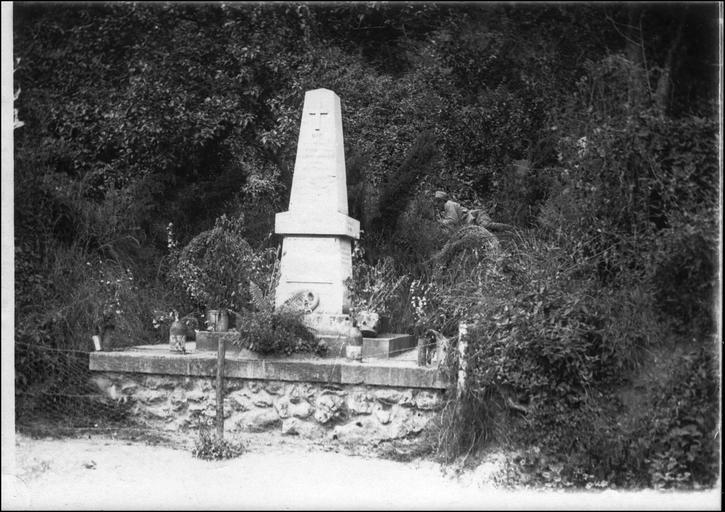
Monument en souvenir des tués de la ferme de Carmoy.

Le village est considéré comme détruit à la fin de la guerre et a  été décoré de la Croix de guerre 1914-1918, le 15 février 1918.
Jusque dans les années 1950, on a cultivé les fruits rouges sur la commune et dans les environs. Un marché aux fruits rouges se déroulait à Cannectancourt à la mi-juin et un autre à Suzoy. On dit que les moines de l'Abbaye de Chiry-Ourscamp ont rapporté de leurs différents voyages des graines qu'ils ont ensuite cultivées. Les agriculteurs de la région ont beaucoup cultivé les fruits rouges : les cerises, framboises, groseilles, fraises.

## Politique et administration

### Rattachements administratifs et électoraux

#### Rattachements administratifs
La commune se trouve depuis 1926 dans l'arrondissement de Compiègne du département de l'Oise.
Elle faisait partie depuis 1793 du canton de Lassigny. Dans le cadre du redécoupage cantonal de 2014 en France, cette circonscription administrative territoriale a disparu, et le canton n'est plus qu'une circonscription électorale.

#### Rattachements électoraux
Pour les élections départementales, la commune fait partie depuis 2014 du   canton de Thourotte
Pour l'élection des députés, elle fait partie de la sixième circonscription de l'Oise.

### Intercommunalité
Cannectancourt est membre de la communauté de communes du Pays des Sources, un établissement public de coopération intercommunale (EPCI) à fiscalité propre créé en 1997 et auquel la commune a transféré un certain nombre de ses compétences, dans les conditions déterminées par le code général des collectivités territoriales.

### Liste des maires
| Période                                  | Période                    | Identité                           | Étiquette | Qualité                                 |
| ---------------------------------------- | -------------------------- | ---------------------------------- | --------- | --------------------------------------- |
| Les données manquantes sont à compléter. |                            |                                    |           |                                         |
|                                          | 1871                       | Charles François Pierre Boin       |           |                                         |
| 1871                                     | 1881                       | François Antoine Alexandre Coutant |           |                                         |
| 1881                                     | 1888                       | Alexandre Eloi René Labarre        |           |                                         |
| 1888                                     | 1891                       | Jules Alexandre Degauchy           |           |                                         |
| 1891                                     | 1896                       | Désiré Antoine Auguste Frère       |           |                                         |
| 1896                                     | 1900                       | Eleonore l'Espérance Eugène Stra   |           |                                         |
| 1900                                     | 1919                       | Baptiste Parfait Eugène Stra       |           |                                         |
| 1919                                     | 1930                       | Armand Mélique                     |           |                                         |
| 1930                                     | 1942                       | Elphège Poix                       |           |                                         |
| 1942                                     | 1945                       | Armand Mélique                     |           |                                         |
| 1945                                     | 1947                       | Jules Aconin                       |           |                                         |
| 1947                                     | 1953                       | Louise Daillant                    |           |                                         |
| 1953                                     | 1977                       | Henri Aconin                       |           |                                         |
| 1977                                     | 1989                       | Serge Mélique                      |           |                                         |
| 1989                                     | En cours (au 26 août 2014) | Jean-Paul Knauss                   |           | Retraité Réélu pour le mandat 2014-2020 |

### Distinctions et labels
La commune est arrivée première au concours départemental des villes et villages fleuris, dans la catégorie des communes de 500 à 999 habitants en 2019 puis a obtenu en 2021 deux fleurs au Concours des villes et villages fleuris. Cette distinction récompense le travail réalisé notamment avec la création d'un « village nature », avec ses vieilles machines agricoles données par des habitants, et sa serre de 40 m2, le « Jardin du partage », ouvert à tous, l'aménagement de la mare, près de l'église, avec des matériaux et végétaux de récupération, ou l'abandon de l'utilisation de produits phytosanitaires par les agents communaux dès 2017,.

## Équipements et services publics

### Enseignement
Les enfants de la commune sont scolarisés avec ceux d'Évricourt et de Thiescourt au sein d'un regroupement pédagogique intercommunal, doté depuis la rentrée 2021 d'un accueil périscolaire à Évricourt.

### Culture
Une bibliothèque a été ouverte en 2019 en mairie grâce aux dons de livres des habitants.

## Population et société

### Démographie

#### Évolution démographique
L'évolution du nombre d'habitants est connue à travers les recensements de la population effectués dans la commune depuis 1793. Pour les communes de moins de 10 000 habitants, une enquête de recensement portant sur toute la population est réalisée tous les cinq ans, les populations de référence des années intermédiaires étant quant à elles estimées par interpolation ou extrapolation. Pour la commune, le premier recensement exhaustif entrant dans le cadre du nouveau dispositif a été réalisé en 2006.

En 2022, la commune comptait 517 habitants, en évolution de +0,58 % par rapport à 2016 (Oise : +0,87 %, France hors Mayotte : +2,11 %).
| 1793 | 1800 | 1806 | 1821 | 1831 | 1836 | 1841 | 1846 | 1851 |
| ---- | ---- | ---- | ---- | ---- | ---- | ---- | ---- | ---- |
| 412  | 389  | 516  | 390  | 542  | 459  | 463  | 431  | 395  |

| 1856 | 1861 | 1866 | 1872 | 1876 | 1881 | 1886 | 1891 | 1896 |
| ---- | ---- | ---- | ---- | ---- | ---- | ---- | ---- | ---- |
| 392  | 383  | 365  | 381  | 368  | 326  | 320  | 318  | 297  |

| 1901 | 1906 | 1911 | 1921 | 1926 | 1931 | 1936 | 1946 | 1954 |
| ---- | ---- | ---- | ---- | ---- | ---- | ---- | ---- | ---- |
| 300  | 287  | 270  | 200  | 229  | 230  | 222  | 228  | 236  |

| 1962 | 1968 | 1975 | 1982 | 1990 | 1999 | 2006 | 2011 | 2016 |
| ---- | ---- | ---- | ---- | ---- | ---- | ---- | ---- | ---- |
| 252  | 244  | 234  | 335  | 407  | 499  | 532  | 535  | 514  |

| 2021 | 2022 | - | - | - | - | - | - | - |
| ---- | ---- | - | - | - | - | - | - | - |
| 515  | 517  | - | - | - | - | - | - | - |

#### Pyramide des âges
La population de la commune est relativement jeune.
En 2018, le taux de personnes d'un âge inférieur à 30 ans s'élève à 35,3 %, soit en dessous de la moyenne départementale (37,3 %). À l'inverse, le taux de personnes d'âge supérieur à 60 ans est de 25,7 % la même année, alors qu'il est de 22,8 % au niveau départemental.
En 2018, la commune comptait 255 hommes pour 251 femmes, soit un taux de 50,4 % d'hommes, légèrement supérieur au taux départemental (48,89 %).
Les pyramides des âges de la commune et du département s'établissent comme suit.
| Hommes | Classe d’âge | Femmes |
| ------ | ------------ | ------ |
| 0,4    | 90 ou +      | 1,2    |
| 4,8    | 75-89 ans    | 7,0    |
| 20,6   | 60-74 ans    | 17,3   |
| 17,5   | 45-59 ans    | 20,5   |
| 20,7   | 30-44 ans    | 19,3   |
| 13,0   | 15-29 ans    | 14,9   |
| 23,0   | 0-14 ans     | 19,8   |

| Hommes | Classe d’âge | Femmes |
| ------ | ------------ | ------ |
| 0,5    | 90 ou +      | 1,4    |
| 5,5    | 75-89 ans    | 7,6    |
| 15,6   | 60-74 ans    | 16,3   |
| 20,8   | 45-59 ans    | 20     |
| 19,4   | 30-44 ans    | 19,4   |
| 17,6   | 15-29 ans    | 16,2   |
| 20,6   | 0-14 ans     | 19,1   |

### Sports
L'AS Cannectancourt est un club d'athlétisme et école du sport créé en 1999.

## Culture locale et patrimoine

### Lieux et monuments
- Mairie-école
- Église Notre-Dame de la Nativité, partiellement reconstruite et, pour les parties anciennes, restaurée au XIXe siècle puis après les importantes destructions de la Première Guerre mondiale. La façade conserve un petit portail dont le décor à volutes du linteau en batière est datable du XVIIe siècle, et un gable en façade dans une composition néoclassique du XIXe siècle.
Son mobilier sculpté, remontant principalement au XIIIe siècle, est remarquable et comprend notamment une cuve baptismale à fût cylindrique et cuve carrée, dont deux des angles sont encore décorés d'une tête humaine sous une feuille avec crochets richement sculptés, accompagnée par deux statues en pierre représentant un évêque et, peut-être, un apôtre[38]
- Monument aux morts, érigé en 1923 en hommages aux victimes civiles et militaires morts durant la guerre de 1914-1918[39].
- Ancien cimetière : situé près de l'Église ; malgré l'érosion du temps, on peut encore y trouver la tombe d'Étienne Poix, soldat sous le Premier Empire. Il participa au début du XIXe siècle aux grandes conquêtes menées par Napoléon Ier.
- Nouveau cimetière : implanté au milieu des années 1950, il est situé à la sortie du village en direction de Ville.
- La croix Vignon : calvaire.
- Des souterrains, normalement inaccessibles, existent toujours. Ils ont été creusés par les Allemands en 1916/1917 lors de la Première Guerre mondiale pour rejoindre leurs lignes de défense, sur des kilomètres de galeries qui s'enfoncent jusqu'à 18 m de profondeur par endroits. Des bureaux y avaient été aménagés, ainsi que des salles de repos et, aux murs, des dessins d'anges, de femmes ont été  gravés par des soldats du 53e régiment de la Landwehr[40],[41],[42].
- Blockhaus d'observation allemand de la Première Guerre mondiale, sur le bord de la route de Thiescourt à Ribecourt. Situé sur la première ligne allemande, il offre une vue parfaite sur le No Man's land qui les séparent des français[43].

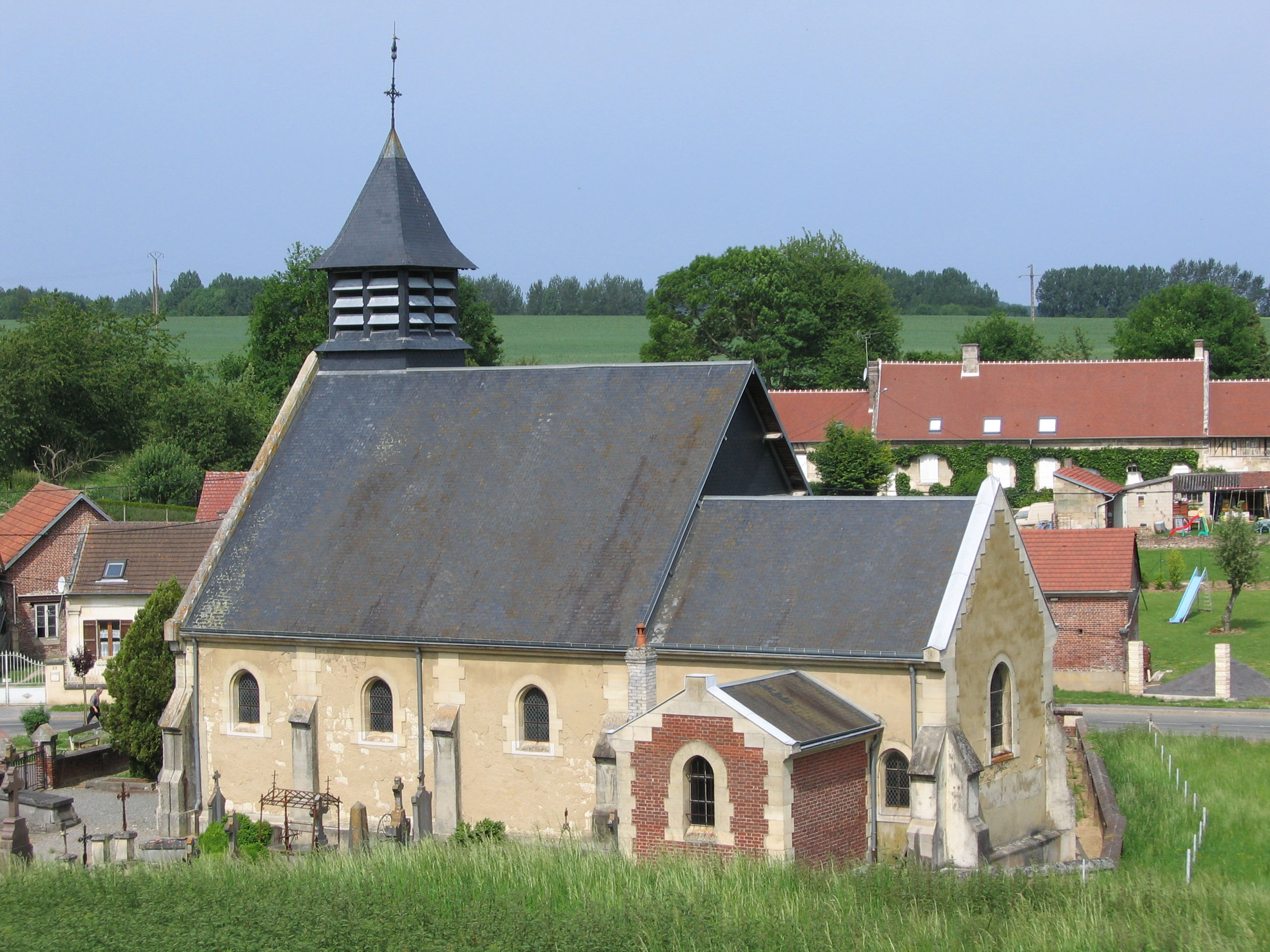
L'église
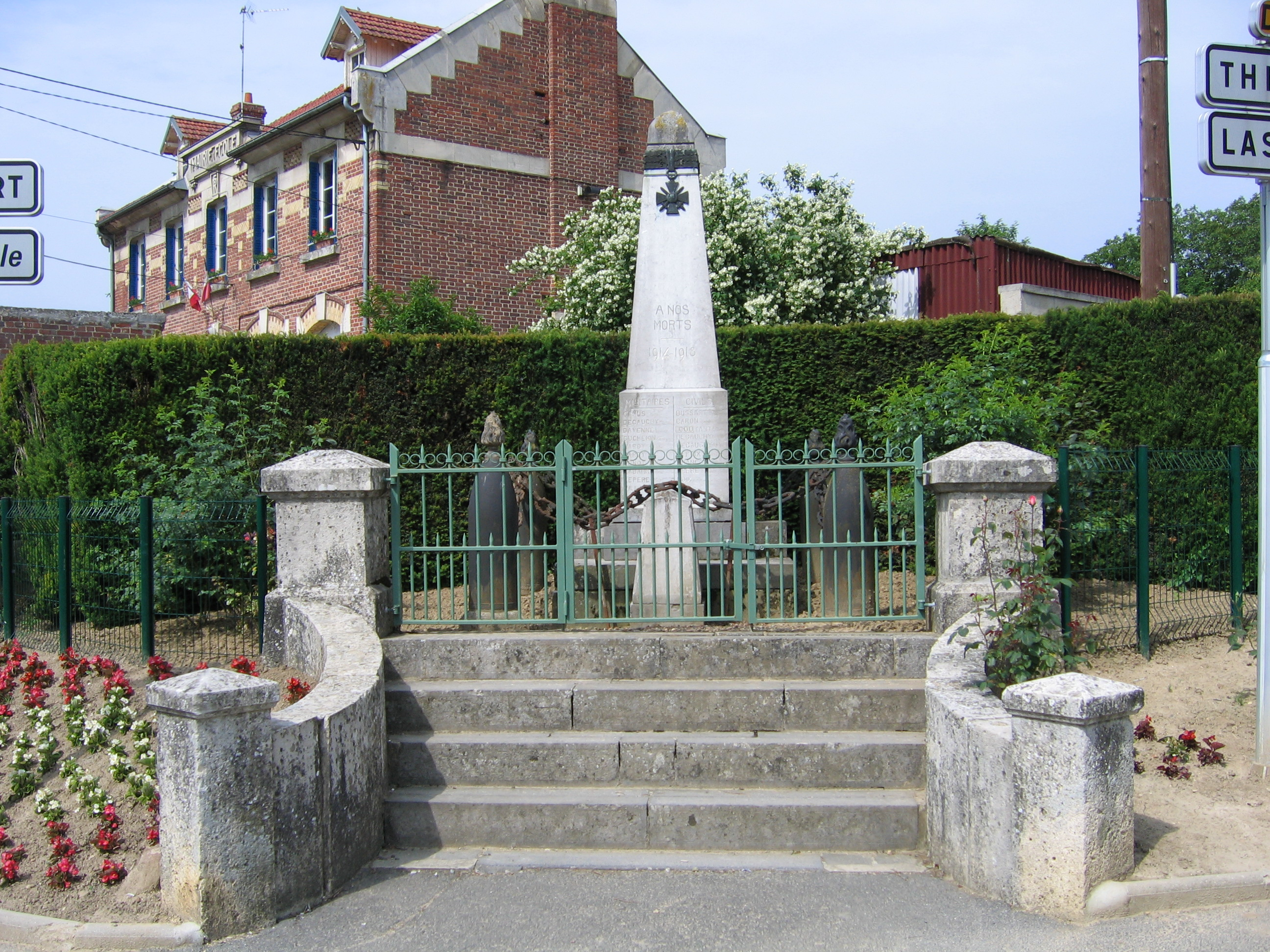
Monuments aux morts.
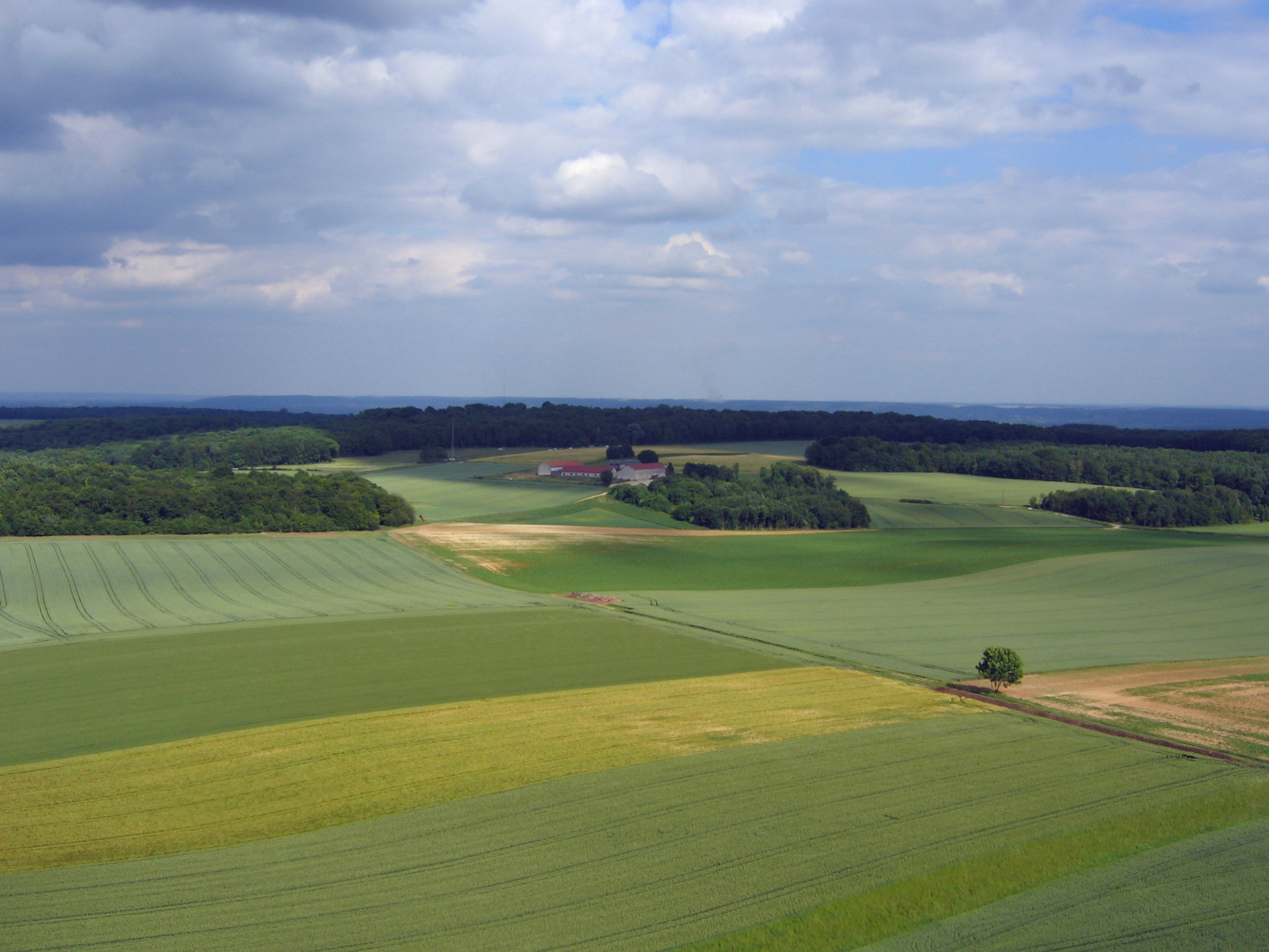
La Carmoye.

### Héraldique
| Blason de Cannectancourt | Blason  | Taillé: au 1er d'or à deux cerises de gueules, tigées et feuillées d'une pièce de sinople, au 2e d'or au roseau à massette de sinople fruité d'une pièce de tenné; au comble d'or chargé de quatre feuilles de houx de sinople, celles du centre ployées et posées en chevron renversé, celle de dextre posée en bande et celle de senestre en barre. |
| Blason de Cannectancourt | Détails | Le statut officiel du blason reste à déterminer. |